# Emerald Triangle
La Emerald Triangle è una regione della California settentrionale chiamata così per essere la regione con la più alta produzione di cannabis degli Stati Uniti. Mendocino County, Humboldt County, e Trinity County sono le tre contee della California settentrionale subordinate alla regione. I contadini del luogo coltivano piante di cannabis dagli anni '60 (durante le Summer of Love di San Francisco). Il settore è cresciuto rapidamente dopo la promulgazione della California Proposition 215 che ha legalizzato l'utilizzo di cannabis a scopo medicinale in California. Il coltivare cannabis nell'Emerald Triangle è considerato uno stile di vita, e la gente del luogo crede che chiunque viva in questa regione sia direttamente o indirettamente legato al business della marijuana.

## Problematiche ambientali
C'è un impatto ambientale nella produzione all'aperto di cannabis nell'Emerald Triangle, che è in maggior parte non regolamentata. Ciò include il creare sbarramenti, dighe, deviazioni illegali o il prendere acqua dai fiumi (specialmente durante l'estate); e la diffusione di pesticidi, eventi che possono portare ad un degrado critico delle industrie ittiche di salmone. La deforestazione e la costruzione di nuove strade per le piantagioni di cannabis possono allo stesso tempo portare ad una degradazione dell'habitat dei salmoni. Le attività sono spesso praticate illegalmente sul terreno pubblico.

## Causa legale
Nel 1984, i residenti di Humboldt County hanno depositato una causa federale sostenendo di essere stati spiati illegalmente da un Lockheed U-2, un aereo adatto alla ricognizione ad alta quota, utilizzato dalla associazione Campaign Against Marijuana Planting contraria alle plantagioni di cannabis.

## Popolazione
La popolazione totale dell'Emerald Triangle è di 236.250 persone in base al censimento del 2010. La maggior parte della popolazione è largamente diffusa sulle colline boscose che compongono l'area. In questa regione scarsamente popolata, solo la città di Eureka ha un'area urbana la cui popolazione raggiunge le 50.000 persone. Sempre per numero di popolazione la seconda e la terza città, che sono di gran lunga più grandi delle altre città della regione, sono Arcata, con 17.231 persone, e Ukiah, con 16.075 persone. Con una superficie di 11.138 miglia quadrate, la densità di popolazione dell'Emerald Triangle è di 21 persone per miglio quadrato.